# بیل رابینسون (دانشمند)
ویلیام هنری رابینسون (انگلیسی: William Henry Robinson معروف به بیل رابینسون (انگلیسی: Bill Robinson؛ زاده ۲ اکتبر ۱۹۳۸ – درگذشته ۱۷ اوت ۲۰۱۱) دانشمند و مهندس زلزله‌شناسی اهل نیوزلند بود که دستگاه جداسازی لرزه‌ای با یاتاقان لاستیکی سربی را اختراع کرد.

## زندگی
رابینسون در ۲ اکتبر سال ۱۹۳۸ در خانواده ای کارگری متولد شد. او در غرب اوکلند، نیوزیلند بزرگ شد. و در رشته مهندسی مکانیک در دانشگاه اوکلند تحصیل کرد. او مدرک کارشناسی ارشد خود را در دانشکده مهندسی آردمور و سپس دکترای متالورژی فیزیکی در دانشگاه ایلینویز گرفت.
در سال ۱۹۷۴، رابینسون دستگاهی ساخته شده از لاستیک و فولاد با سرب در هسته آن طراحی کرد و قصد داشت اختراع خود را با پایه سازه‌های بزرگ منطبق کند تا آنها را از حرکات زمین جدا کند.
اختراع رابینسون اکنون در بسیاری از ساختمان‌ها و پل‌ها در سراسر جهان از جمله Te Papa، موزه نیوزلند استفاده می‌شود. پس از زلزله کرایست چرچ در سال ۲۰۱۱، این دستگاه جان بسیاری را در بیمارستان زنان کرایست چرچ نجات داد، زیرا پایه ساختمان به جای اینکه در زلزله فرو بریزد، به آرامی تکان خورد.
رابینسون در سال ۱۹۹۵ شرکت Robinson Seismic را تأسیس کرد که متخصص در فناوری عایق بندی بود. او همچنین تحقیقات در زمینه‌های دیگر از جمله ابررسانایی در دمای بالا را دنبال کرد.
رابینسون بین سال‌های ۱۹۸۵ و ۱۹۹۱ مدیر آزمایشگاه فیزیک و مهندسی DSIR بود. او تا اوایل دهه ۷۰ زندگی اش به اختراع و توسعه دستگاه‌های جداسازی لرزه ای، سفر و سخنرانی ادامه داد.
رابینسون که یکی از اعضای انجمن سلطنتی نیوزلند بود، در سال ۱۹۹۸ مدال رادرفورد، معتبرترین جایزه علم و فناوری کشورش را دریافت کرد. در سال ۲۰۱۴، مؤسسه تحقیقاتی رابینسون به افتخار او در دانشگاه ویکتوریا در زادگاهش ولینگتون تأسیس شد.
رابینسون در مصاحبه‌ای در سال ۲۰۰۷ گفت: «من دستگاه‌های شکست خورده بیشتری نسبت به دستگاه‌هایی که موفق بوده‌اند اختراع کرده‌ام. «شما باید مایل باشید که واقعاً تلاش کنید و شکست بخورید و از شکست خود درس بگیرید.»